# Jugoslavia ai VII Giochi olimpici invernali
La Jugoslavia partecipò ai VII Giochi olimpici invernali, svoltisi a Cortina d'Ampezzo, Italia, dal 26 gennaio al 5 febbraio 1956, con una delegazione di 17 atleti impegnati in tre discipline.